# Wilne (hromada Saksahań)
Wilne (ukr. Вільне) – wieś na Ukrainie, w obwodzie dniepropetrowskim, w rejonie kamieńskim, w hromadzie Saksahan. W 2001 liczyła 479 mieszkańców, spośród których 447 wskazało jako ojczysty język ukraiński, 31 rosyjski, a 1 inny.